# Kundus

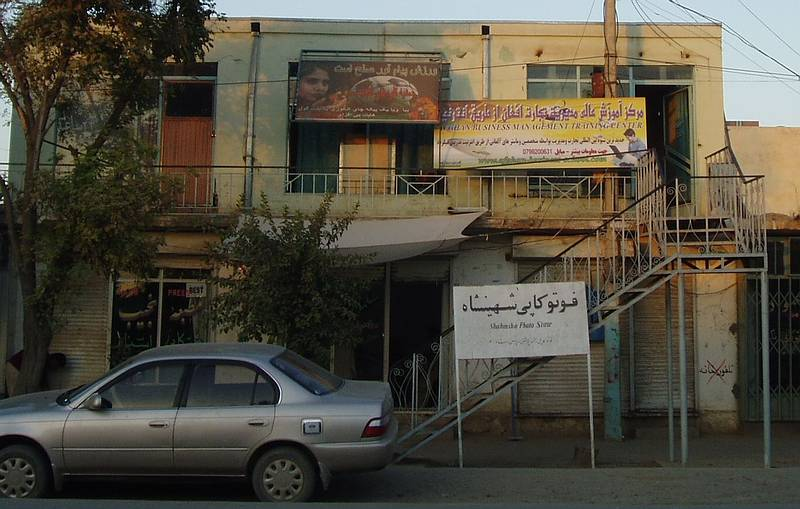
Afghanische Wirtschaftsschule Kundus

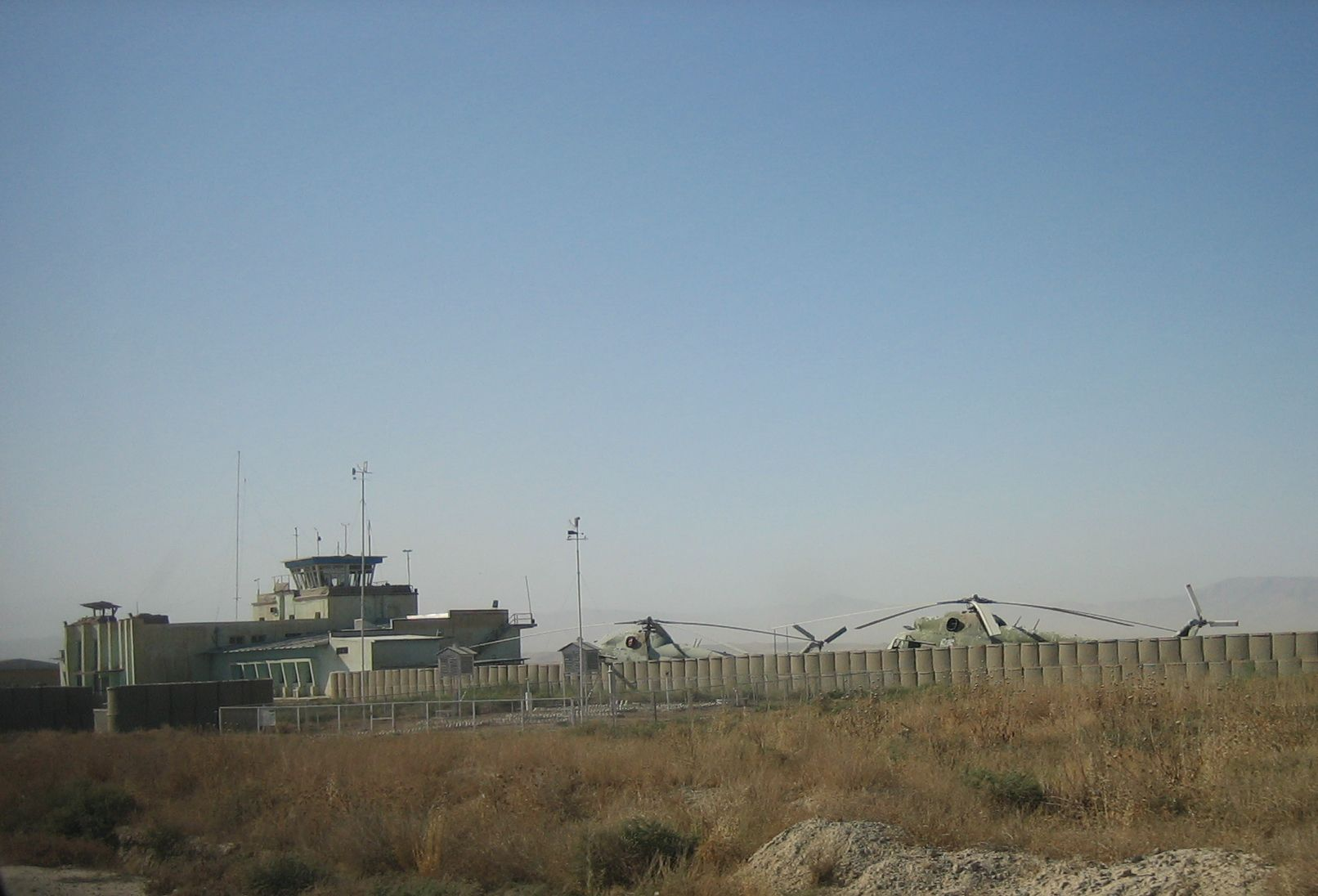
Flughafen Kundus

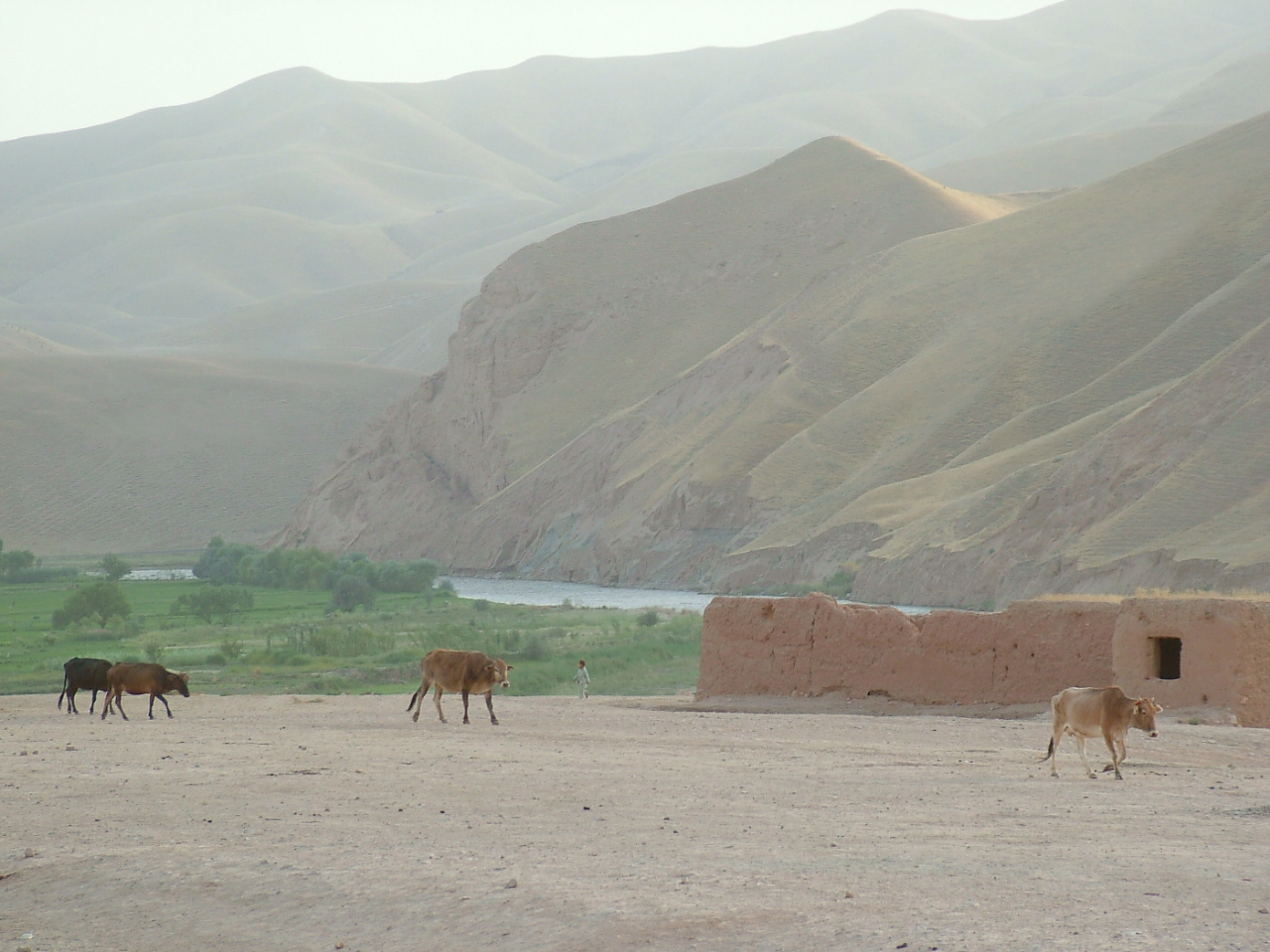
Landschaft bei Kundus

Kundus (paschto/persisch کندوز Kunduz, DMG Kundūz, auch قندوز Qundūz, ursprünglich Qhunduz) ist die Hauptstadt der gleichnamigen Provinz Kundus. Sie befindet sich im Nordosten von Afghanistan im Tal des Zuflusses Kundus zum Amudarja nahe der tadschikischen Grenze, rund 250 km nördlich von Kabul. In der Stadt leben im Jahr 2019 etwa 350.000 Einwohner. Kundus liegt auf einer Höhe von 397 m.
Die Region ist sehr fruchtbar und für Afghanistan ungewöhnlich grün. Das vom Fluss Kundus durchflossene Tal ist an drei Seiten unmittelbar und an einer Seite mittelbar von hohen Bergen umgeben, den Ausläufern des Hindukuschs. Kundus verfügt über einen kleinen Flugplatz, den Flughafen Kundus.
Kundus wird seit der politischen ‚Paschtunisierung‘ Anfang des 20. Jahrhunderts hauptsächlich von Paschtunen bewohnt. Außer ihnen wohnen Tadschiken und Usbeken in der Stadt. Kundus ist das Zentrum der vier nordöstlichen Provinzen Kundus, Badachschan, Baghlan und Tachar.

## Geschichte
Die Stadt hieß einst Drapsaka und war ein wichtiger Ort, der unter anderem um 330 v. Chr. von Alexander dem Großen bei seinem Feldzug gegen Bessos, den selbst ernannten König der Baktrier, als Heerlager genutzt wurde. In der Zeit der Timuriden (1370–1507) wurde die Stadt mit dem Namen Kunduz erwähnt. Dieser ist abgeleitet von Persisch quhan-diz, „alte Zitadelle“.
Ab 1680 wurde die lokale Herrschaft der Qatagan sichtbarer.
Unter dem Gouverneur Schir Chan Naschir (Nasher) wurde die Provinz Kundus im 20. Jahrhundert zur reichsten Provinz Afghanistans. Hauptgrund war Naschirs Gründung der Spinzar Cotton Company, die im Nachkriegs-Afghanistan noch immer existiert und ihre Produktion wieder aufgenommen hat. Zeitweise war Mohammad Omar Safi Gouverneur der Provinz Kundus. 2021 fielen Provinz und Stadt wieder an die Taliban.

## Wirtschaft
In Kundus werden unter anderem Baumwolle, Reis, Weizen, Mais und Melonen angebaut. Letztere haben den Ruf, die besten des Landes zu sein, und werden häufig in abenteuerlich beladenen Lkw und Pkw in andere Provinzen einschließlich Kabul exportiert. Generell ist die Landwirtschaft auf eher vorindustriellem Niveau, Traktoren sieht man selten. Die Äcker werden meist mit Ochsengespannen bearbeitet. Kundus war Standort des Afghan German Management College.

## Klima
In Kundus herrscht ein Kontinentalklima, und es ist in der Regel ein paar Grad wärmer als in Kabul. Im Sommer kann die Temperatur zeitweise 50 °C überschreiten; meist liegt sie jedoch knapp über 40 °C, was wegen der trockenen Luft vergleichsweise erträglich ist. Im Winter kann es schneien.

## Afghanistan-Krieg
Nach dem Sturz der Taliban-Regierung 2001 begann zunächst der Militäreinsatz OEF, danach der Einsatz der Internationalen Sicherheits- und Unterstützungskräfte (ISAF) in Afghanistan. Nach Ausweitung des ISAF-Mandats auf die nördlichen Provinzen übernahm im Januar 2004 die Bundeswehr eine US-amerikanische Liegenschaft mitten in der Stadt, in der bis Ende Mai 2006 das Wiederaufbau-Team für die Provinz Kundus (englisch Provincial Reconstruction Team (PRT)), unter Beteiligung verschiedener Nationen (Belgien, Niederlande, Ungarn, Rumänien, USA), stationiert war. Seit Juni 2006 war das PRT in der Nähe des Flughafens im deutschen Feldlager Kundus untergebracht. Am 6. Oktober 2013 wurde das Feldlager und die Region Kundus in eine regionale Sicherheitsverantwortung übergeben.
Am Morgen des 28. Septembers 2015 drangen etwa 1000 Kämpfer der Taliban in das Stadtzentrum vor und besetzten wichtige Regierungsgebäude. Bis zum Abend gelang es ihnen, das gesamte Stadtgebiet unter ihre Kontrolle zu bringen (siehe auch: Schlacht um Kundus). Die afghanischen Sicherheitskräfte zogen sich zum Flughafen außerhalb der Stadt zurück. Damit fiel seit dem Sturz der Taliban im Oktober 2001 erstmals eine Provinzhauptstadt Afghanistans in die Hände der ehemaligen Machthaber. Berichten von Amnesty International zufolge begingen die Taliban in kürzester Zeit schwerste Verbrechen und errichteten so mit Morden an Zivilisten, Gruppenvergewaltigungen, Entführungen und dem Einsatz von Todesschwadronen in wenigen Tagen eine „Schreckensherrschaft“ in der Stadt. Am 1. Oktober 2015 brachten afghanische Truppen einen Teil der Stadt wieder unter staatliche Kontrolle. Nach Meldungen vom 3. Oktober 2015 wurden durch einen US-amerikanischen Luftangriff auch ein Krankenhaus getroffen und dabei mehrere Zivilisten getötet.
Am 13. Oktober 2015 wurde vermeldet, dass die Stadt wieder in der Hand der afghanischen Regierung sei.
Die letzten Soldaten der Bundeswehr wurden am 26. November 2020 aus Kundus abgezogen. Die Taliban eroberten die Stadt am 8. August 2021 wieder vollständig.